# Arai Hakuseki
Arai Hakuseki (新井 白石?), (1657 - 1725) fue un escritor y político de la Dinastía Tokugawa.
Nacido en Edo, desde muy temprana edad mostró señales de genialidad. Según la tradición, a la edad de tres años Hakuseki copió un libro de Confucio escrito en kanji carácter por carácter. En 1693, fue requerido, junto con Manabe Akifusa, por shōgun Tokugawa Ienobu como asesor para reformar la política económica del shogunato y darle más estabilidad. Así, junto con Abe Seikyo y el apoyo del shogun, lanzaron la Shotoku no Chi, una serie de políticas económicas. 
Entre ellas destacan la producción de una nueva y mejor moneda, a través de la cual la inflación fue controlada, y una nueva política comercial para controlar los pagos a los mercaderes chinos y neerlandeses, demandándoles que en vez de negociar con metales preciosos negociaran con productos como la seda, porcelana, etc. Tras la muerte del shogun, Arai Hakuseki se retiró del gobierno y se dedicó a escribir. Cuando murió, fue enterrado en Asakusa (actualmente Taitō (Tokio)) pero luego fue trasladado a Nakano

## Obras
- Hankanfu (藩翰譜) - Una lista de árboles familiares de daimyos
- Koshitsu (古史通) - Historia detallada del Japón
- Oritaku Shiba-no-ki (折りたく柴の記) - Un diario personal
- Sairan Igen(采覧異言)
- Seiyō Kibun (西洋記聞) - Descripción del Occidente, basado en sus conversaciones con el jesuita Giovanni Battista Sidotti
- Tokushi Yoron (読史余論) - Tratado histórico

- Datos: Q467616
- Multimedia: Arai Hakuseki / Q467616